# Nepal Pratap Bhaskara
Il Nepal Pratap Bhaskara è la decorazione d'onore del Nepal.

## Storia
La decorazione è stata istituita il 25 dicembre 1966 per premiare i monarchi nepalesi e stranieri.

## Insegne
- Il nastro è blu con al centro una striscia rossa con bordi bianchi.

## Insigniti
Gli insignito sono stati i seguenti undici:
1. Re Mahendra del Nepal (1966)
2. Regina Ratna del Nepal (1966)
3. Re Birendra del Nepal (1972)
4. Regina Aishwarya del Nepal (1975)
5. Re Juan Carlos I di Spagna (1983)
6. Re Bhumibol Adulyadej di Thailandia (1986)
7. Regina Sirikit di Thailandia (1986)
8. Regina Margherita II di Danimarca (1989)
9. Principe ereditario Dipendra del Nepal (1995)
10. Re Gyanendra del Nepal (2001)
11. Regina Komal del Nepal (2001)

## Fonti
- Ordini cavallereschi del Nepal (in inglese), su royalark.net.
- Immagini dell'Ordine, su medals.org.uk.